# Tatra 25
Tatra 25 byl těžký kolový dělostřelecký tahač se znakem náprav 6×6 a nosnosti 4 tuny, vyráběný podnikem Tatra, a.s. v Kopřivnici. Během let 1933–1934 vzniklo 28 kusů, z nichž 25 užívala Československá armáda pro tahání 30,5cm moždířů vz. 16. Nesly armádní označení dělový kolový traktor vz. 29.

## Historie
Roku 1925 vyhlásilo MNO soutěž na nový kolový traktor (tahač) pro potřeby hrubého dělostřelectva, případně jako náhradu za traktory Škoda Z a Austro-Daimler vz. 17 těžkého dělostřelectva. Společnost Tatra reagovala vytvořením prototypu Tatra 25, třínápravového tahače s pohonem všech kol, odvozeného od těžkého nákladního vozu Tatra 24. Tahač poháněl čtyřválec objemu 7,5 l a výkonu 48 kW (65 k). Vykazoval tažnou sílu maximálně 7500 kg a trvale 5500 kg, jeho průměrná rychlost činila 28 km/h. Pro svoji krátkou kapotu získal přezdívku „buldog“.
Armáda prototyp převzala v březnu 1928 a ještě téhož roku začaly zkoušky, jichž se kromě uvedeného typu Tatry zúčastnil také francouzský čtyřkolový tahač TAR 4 značky Latil, dodaný podnikem Škoda,  a rovněž čtyřkolový traktor 4KBD firmy Breitfeld-Daněk. Po dlouhodobém testování zkušební komise vyhodnotila vůz Tatra 25 jako nejlepší. Za značnou výhodu považovala jeho třínápravovou koncepci a dále doporučila instalaci výkonnějšího motoru pro sériové vozy.
Na základě úspěšných zkoušek objednala armáda v roce 1933 celkem 25 tahačů Tatra 25, pod označením dělový kolový traktor vz. 29. Prvních 8 bylo dodáno v březnu 1934, zbylých 17 pak v červnu téhož roku. Od prototypu se lišily především silnějším motorem objemu 12,2 l a výkonu 120 k. Pocházel z nákladního vozu Tatra 24/58. Větší motor si vyžádal prodlouženou kapotu. Oproti prototypu měly sériové vozy brzdy pouze na zadních kolech a byly vybaveny navijákem o tažné síle 10 000 kg (100 kN). Celkem vzniklo 29 vozů Tatra 25, včetně prototypu.
Traktory vz. 29 byly zařazeny k těžkým dělostřeleckým plukům č. 303 a č. 305, kde sloužily k tahání nejtěžších dělostřeleckých zbraní československé armády, 30,5cm moždířů vz. 16, kterých měla 17 kusů. V této funkci nahradily obstarožní tahače Austro-Daimler vz. 17. Po mnichovských událostech byla v únoru 1939 část dělostřeleckého materiálu odprodána Německu. Mezi prodaným materiálem byly i 30,5cm moždíře včetně traktorů vz. 29. Dle kupní smlouvy činila jejich cena 9,1 milionů korun za 26 tahačů. Německá armáda tahače Tatra 25 používala během druhé světové války.
Dochovaný podvozek s motorem je vystaven v kopřivnickém Muzeu nákladních automobilů Tatra. Další exemplář Tatry 25 se údajně nachází ve Velké Británii.

## Technické údaje

### Motor a převodovka

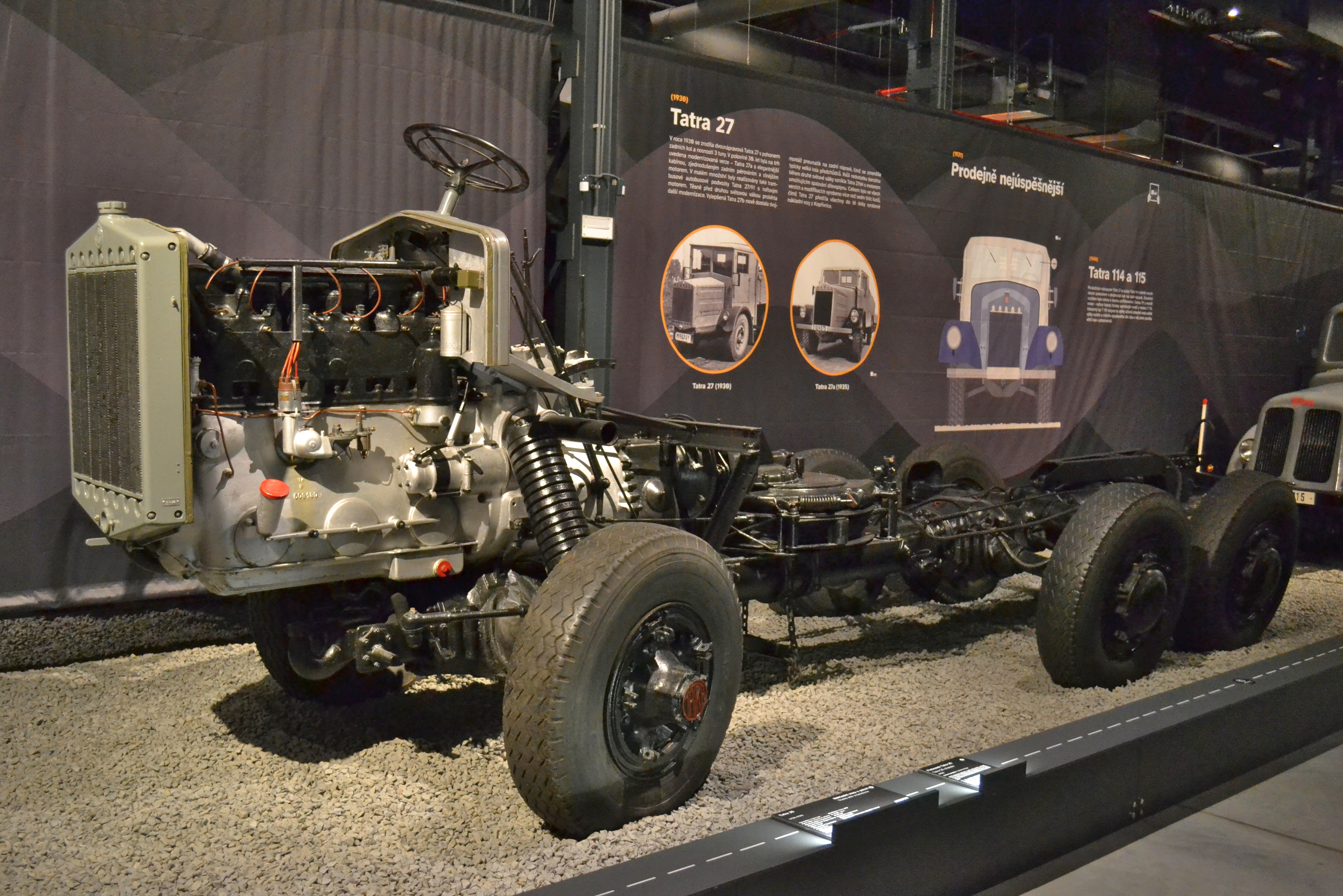
podvozek Tatra 25, Muzeum nákladních automobilů Tatra

Tatru 25 pohání řadový, vodou chlazený zážehový šestiválec Tatra 58 s rozvodem OHV.  Motor má zdvihový objem 12 210 cm³ (vrtání válců 120 mm, zdvih 180 mm). Dosahuje výkon 88 kW (120 k) při 1500 ot./min. Palivovou směs připravuje karburátor Zenith 48 KB nebo Solex 46 MOVL5. Umístění motoru je vpředu, před přední nápravou.
Mazání je tlakové oběžné. Za motorem je umístěna kuželová spojka. Za ní pak navazuje čtyřstupňová převodovka a dvoustupňová redukční převodovka.
Elektrická soustava pracuje s napětím 12 V. Vůz je vybaven magnetovým zapalováním výkonu 130 W.

### Podvozek
Základ podvozku tvoří ocelová páteřová roura, vpředu opatřená přírubou pro blok motoru a převodovky. Na centrální rouře, mezi přední a zadní nápravou je umístěn bubnový naviják o tažné síle 100 kN. Všechny tři nápravy jsou hnací, s výkyvnými poloosami. Pohon přední nápravy je vypínatelný. Vzadu jsou na každé straně odpružené společným půleliptickým listovým pérem, zavěšeným na otočném kloubu. Přední náprava je odpružena šikmými spirálovými pružinami. Všechny nápravy mají uzávěrky diferenciálů. Rozchod předních kol činí 1740 mm, zadních 1700 mm. Rozvor náprav je 3000 mm + 1250 mm. Světlá výška pod nápravami je 280 mm.
Vůz je opatřen hydraulickými bubnovými brzdami systému Lockheed na zadních kolech. Kola jsou dvacetipalcová disková s pneumatikami rozměru 40×10,5“.

### Karosérie
Kabina vozu je smíšené konstrukce, s dřevěnou kostrou potaženou ocelovým plechem. Vzadu je valníková dřevěná korba, s možností překrytí plachtou.

### Rozměry a výkony
Rozměry a hmotnosti pro prototyp:

Délka: 5 840 mm

Šířka: 2 200 mm

Výška: 3 000 mm

Pohotovostní hmotnost: 7460 kg

Užitečná hmotnost: 4000 kg

Maximální rychlost: 30–40 km/h

Spotřeba paliva: 40 l/100 km